# Okunšćak
Okunšćak falu Horvátországban Zágráb megyében. Közigazgatásilag Rugvicához tartozik.

## Fekvése
Zágráb központjától 18 km-re délkeletre, községközpontjától 2 km-re északnyugatra, a Száva bal partján fekszik.

## Története
A települést 1217-ben említik először, nevét egykori birtokosáról Okunról, az pedig az okunnak nevezett halfajtáról (sügér) kapta. Egykor Okunšćak mellett a Száván tíz vízimalom működött, melyeket a környező falvak lakói használtak. Története során egyházilag a nart savski plébániához tartozott és tartozik ma is.
1857-ben 167, 1910-ben 253 lakosa volt. Trianon előtt Zágráb vármegye Dugo Seloi járásához tartozott. Később Dugo Selo község része volt.
Az 1980-as évektől Zágráb és Dugo Selo közelségének köszönhetően lakosságának száma ugrásszerűen emelkedik. Az újonnan betelepülők főként a honvédő háború idején érkezett szávamenti bosznia-hercegovinai horvátok voltak.
1993-ban az újonnan alakított Rugvica községhez csatolták. A falunak 2001-ben 442 lakosa volt.

## Lakosság
| Lakosság változása | Lakosság változása | Lakosság változása | Lakosság változása | Lakosság változása | Lakosság változása | Lakosság változása | Lakosság változása | Lakosság változása | Lakosság változása | Lakosság változása | Lakosság változása | Lakosság változása | Lakosság változása | Lakosság változása |
| ------------------ | ------------------ | ------------------ | ------------------ | ------------------ | ------------------ | ------------------ | ------------------ | ------------------ | ------------------ | ------------------ | ------------------ | ------------------ | ------------------ | ------------------ |
| 1857               | 1869               | 1880               | 1890               | 1900               | 1910               | 1921               | 1931               | 1948               | 1953               | 1961               | 1971               | 1981               | 1991               | 2001               |
| 167                | 173                | 166                | 206                | 219                | 253                | 227                | 191                | 168                | 173                | 173                | 181                | 160                | 217                | 442                |

## Külső hivatkozások
Rugvica község hivatalos oldala